# Село Љутице, борци пали у ратовима од 1912. до 1918. године
Списак бораца из села Љутице, Општина Пожега, погинулих и умрлих у Балканским и Првом светском рату преузет је из књиге „Пожега и околина”, објављене 1978. године.
Подаци за подручје Пожеге прикупљани су у периоду 1976–1977. године преко матичних књига умрлих, спомен-плоча, крајпуташа, као и разговора са преживелим борцима и појединим грађанима који су по сећању могли да дају податке, уз напомену да спискови могуће да нису потпуни, због временске дистанце и недостатка поузданих извора.

## Списак
1. Васовић Миломир
2. Васовић Видосав
3. Васовић Огњат
4. Васовић Вукоман
5. Васовић Ранко
6. Васовић Михаило
7. Васовић Павле
8. Васовић Тома
9. Васовић Примислав
10. Вуковић Драгић
11. Вуковић Ђорђе
12. Вуковић Ивко
13. Вуковић Раденко
14. Вуковић Костатин
15. Ђорђевић Арсо
16. Јаковљевић Драго
17. Јанковић В. Војислав
18. Јанковић В. Павле
19. Јанковић В. Момчило
20. Јанковић В. Стојан
21. Јанковић В. Рацо
22. Јелић Симо
23. Марић Иван
24. Марић Богосав
25. Милосављевић Богдан
26. Милосављевић Драгослав
27. Милосављевић Страјин
28. Милосављевић Чедомир
29. Милосављевић Љубомир
30. Милосављевић Светислав
31. Новаковић Јован
32. Новаковић Момир
33. Новаковић Добривоје
34. Новаковић Веселин
35. Пајевић Недељко
36. Пантовић Божо
37. Пантовић Рајко
38. Пантовић Милисав
39. Симовић Гојко
40. Чоловић Рајко
41. Чоловић Драгоје[1]